# Glurović
Glurović je nenaseljeni otočić uz zapadnu obalu sjevernog dijela otoka iža.
Njegova površina iznosi 0,071 km². Dužina obalne crte iznosi 1,01 km.